# Joseph Henry
Joseph Henry (Albany, New York, 1797. december 17. – Washington, 1878. május 13.) amerikai fizikus.

## Életútja
Szülővárosában az akadémián a matematika tanárává lett 1826-ban. Elektromagnetikai vizsgálatait 1827-ben kezdte. Az amerikaiak neki tulajdonítják a galván indukció felfedezését. Vizsgálataival a telegrafozás és az elektromágneses úton való erőátvitel lehetőségét iparkodott kimutatni. 1832-ben a Princetoni Egyetemre, New Jersey-be hívták meg tanárnak, 1837-ben nagyobb tanulmányutat tett Európába. 1846-ban a Smithsonian Intézet titkárává választották, s ezen minőségben szerkesztette a híres évi riportokat. 1849-ben az amerikai tudományos társulat elnöke lett, 1869-ben az amerikai akadémia elnökévé választották. 1871-től a világító tornyok osztályának vezetője volt. Nevezetesebb műve: Contributions to electricity and magnetism (1839). Róla nevezték el az induktivitás SI-mértékegységét (henry, jele H).